# Kyle Philips
Kyle Michael Philips (Las Vegas, 14 marzo 1999) è un giocatore di football americano statunitense che milita nel ruolo di wide receiver e che è free agent.

## Carriera

### Tennessee Titans
Philips al college giocò a football a UCLA Fu scelto nel corso del quinto giro (163º assoluto) nel Draft NFL 2022 dai Tennessee Titans. Nel primo turno contro i New York Giants guidò la squadra con 6 ricezioni per 66 yard ricevute. Ebbe anche un ritorno di punt da 46 yard che diede il via al primo touchdown dei suoi. Tuttavia perse anche un fumble su un altro ritorno.  La settimana successiva perse un altro fumble su un ritorno di punt contro i Buffalo Bills. Philips subì un infortunio al tendine del ginocchio in allenamento e fu inserito in lista infortunati il 25 ottobre 2022.

### Philadelphia Eagles
Il 4 settembre 2024 Philips firmò con la squadra di allenamento dei Philadelphia Eagles. Non giocò nessuna partita nella stagione che vide gli Eagles vincere il Super Bowl LIX.

### Las Vegas Raiders
Il 18 febbraio 2025 firmò con i Las Vegas Raiders. Il 3 agosto 2025 fu svincolato.

## Palmarès
- Super Bowl : 1

Philadelphia Eagles: LIX
- National Football Conference Championship: 1

Philadelphia Eagles: 2024